# Dores do Rio Preto
Dores do Rio Preto est une municipalité brésilienne située dans l'État de l'Espirito Santo.